# Take Me Home (álbum de Cher)
Take Me Home é o décimo quinto álbum de estúdio da cantora norte-americana Cher, lançado em 25 de janeiro de 1979, pela Casablanca Records.
Take Me Home marca o primeiro lançamento da cantora pela gravadora Casablanca Records e seu primeiro a aderir a sonoridade da música disco. Em relação a fazer canções no estilo, a cantora revelou: "Nunca pensei que gostaria de fazer disco ... [mas] é ótimo! É uma ótima música para dançar. Acho que música dançante é o que todo mundo quer".
Na distribuição de faixas, o Lado A é composto por canções no estilo musical supracitado, ao passo que o lado B é composto por baladas e músicas influenciadas pelo rock. A produção é de Bob Esty e Ron Dante, e a maioria das canções foi escrita por Michele Aller e Bob Esty.
Um dos aspectos notáveis do disco é a foto da capa, na qual Cher é retratada como uma guerreira viking. Ela aparece com uma armadura dourada, capacete em forma de chifre, capa e braceletes de ouro e peças folheadas a ouro cobrindo seus seios. O figurino foi desenhado pelo estilista Bob Mackie.
Como estratégia promocional, Cher gravou um videoclipe para a faixa "Take Me Home", que foi usado como parte de um especial de TV exclusivo, intitulado Cher... and Other Fantasies. Ela também cantou "Take Me Home" junto com outras duas faixas, "Love & Pain" e "Happy Was the Day We Met", no The Mike Douglas Show. No mesmo ano, a cantora embarcou em sua primeira turnê solo, a Take Me Home Tour, que teve grande sucesso. Duas datas do show foram  gravadas para transmissão televisiva, uma em Monte Carlo e outra no Caesars Palace, em Las Vegas. Pelo especial do show em Las Vegas, Cher foi premiada como "Best Actress in a Variety Program" no CableACE Awards, de 1983.
As resenhas da crítica especializada em música foram mistas ou desfavoráveis. Keith Tuber, da revista Orange Coast, escreveu que a maioria das canções do lado A tem arranjos similares e após escutá-lo, o ouvinte pode não saber diferenciar as músicas que acabou de ouvir. Apesar disso, ela disse que as canções são agradáveis. Ela também afirmou que o que vale a compra do álbum é seu lado B, sobre o qual ela pontuou que há interpretações mostrando um lado bastante emocional e vulnerável da cantora, bem como seus dotes vocais únicos. A revista Smash Hits o avaliou com uma nota 4 (sendo o máximo 10). O site AllMusic avaliou com duas estrelas de cinco mas não escreveu uma resenha para ele.
Comercialmente, o álbum tornou-se um dos maiores sucessos da carreira de Cher nos anos de 1970. Na parada Billboard 200 atingiu o pico no número 25 e passou vinte e uma semanas entre os mais vendidos. Em 17 de maio de 1979, a Recording Industry Association of America o certificou como disco de ouro, por 500 mil cópias levadas as lojas dos Estado Unidos.

## Lista de faixas
Todas as faixas foram produzidas por Bob Esty exceto "Love & Pain (Pain in My Heart)" e "It's Too Late to Love Me Now" que foram produzidas por Ron Dante.
| Lado A |                            |                    |         |  |
| N.º    | Título                     | Compositor(es)     | Duração |  |
| 1.     | "Take Me Home"             | Michele Aller Esty | 6:45    |  |
| 2.     | "Wasn't It Good"           | Aller Esty         | 4:20    |  |
| 3.     | "Say the Word"             | Aller Esty         | 4:59    |  |
| 4.     | "Happy Was the Day We Met" | Peppi Castro       | 4:00    |  |

| Lado B |                                  |                                        |         |  |
| N.º    | Título                           | Compositor(es)                         | Duração |  |
| 1.     | "Git Down (Guitar Groupie)"      | Aller Esty                             | 3:44    |  |
| 2.     | "Love & Pain (Pain in My Heart)" | Richard T. Bear                        | 3:25    |  |
| 3.     | "Let This Be a Lesson to You"    | Tom Snow                               | 3:17    |  |
| 4.     | "It's Too Late to Love Me Now"   | Rory Bourke Gene Dobbins Johnny Wilson | 3:39    |  |
| 5.     | "My Song (Too Far Gone)"         | Cher Brett Hudson Mark Hudson          | 3:54    |  |

## Tabelas

### Tabelas semanais
| Tabela musical(1979)           | Melhor posição |
| ------------------------------ | -------------- |
| Canadian Albums (RPM)          | 24             |
| Canadá (RPM Dance/Urban)       | 9              |
| Estados Unidos (Billboard 200) | 25             |
| US Top R&B Albums              | 32             |

## Certificações e vendas
| Região                                              | Certificação | Vendas   |
| --------------------------------------------------- | ------------ | -------- |
| Estados Unidos (RIAA)                               | Ouro         | 500,000^ |
| ^números de vendas baseados somente na certificação |              |          |